# 53. Nemzetközi Matematikai Diákolimpia
Az 53. Nemzetközi Matematikai Diákolimpiát (IMO 2012) Argentínában, Mar del Platán rendezték 2012. július 5-étől 16-ig. Száz ország ötszáznegyvennyolc versenyzője vett részt. A magyar csapat két ezüst- és egy bronzéremmel holtversenyben 38. lett az országok közötti pontversenyben.

## Országok eredményei pont szerint
Országonként elérhető maximális pontszám 252 pont volt. Az első 10 helyezett eredményei:
|     | Ország      | Pont | Arany | Ezüst | Bronz | D |
| --- | ----------- | ---- | ----- | ----- | ----- | - |
| 1.  | Dél-Korea   | 209  | 6     | 0     | 0     | 0 |
| 2.  | Kína        | 195  | 5     | 0     | 1     | 0 |
| 3.  | USA         | 194  | 5     | 1     | 0     | 0 |
| 4.  | Oroszország | 177  | 4     | 2     | 0     | 0 |
| 5.  | Kanada      | 159  | 3     | 1     | 2     | 0 |
| 5.  | Thaiföld    | 159  | 3     | 3     | 0     | 0 |
| 7.  | Szingapúr   | 155  | 1     | 3     | 2     | 0 |
| 8.  | Irán        | 151  | 3     | 2     | 1     | 0 |
| 9.  | Vietnám     | 148  | 1     | 3     | 2     | 0 |
| 10. | Románia     | 144  | 2     | 3     | 1     | 0 |

## A magyar csapat
Az egyénileg elérhető maximális pontszám 42 volt. A magyar csapat tagjai:
| Név           | Évfolyam | Iskola                                     | Város          | Pontszám | Díj      |
| ------------- | -------- | ------------------------------------------ | -------------- | -------- | -------- |
| Janzer Olivér | 11.      | Fazekas Mihály Fővárosi Gyakorló Gimnázium | Budapest       | 27       | Ezüst    |
| Ágoston Tamás | 12.      | Fazekas Mihály Fővárosi Gyakorló Gimnázium | Budapest       | 22       | Ezüst    |
| Nagy Róbert   | 11.      | Fazekas Mihály Fővárosi Gyakorló Gimnázium | Budapest       | 14       | Bronz    |
| Ódor Gergely  | 12.      | Fazekas Mihály Fővárosi Gyakorló Gimnázium | Budapest       | 11       | Dicséret |
| Stenner Péter | 12.      | Teleki Blanka Gimnázium                    | Székesfehérvár | 11       | Dicséret |
| Sándor András | 12.      | Fazekas Mihály Fővárosi Gyakorló Gimnázium | Budapest       | 8        | Dicséret |

Janzer Olivér másodszor vett részt a diákolimpián.
A csapat vezetője Pelikán József, helyettes vezetője Dobos Sándor.

## Külső hivatkozások
- A verseny hivatalos honlapja
- A Nemzetközi Matematikai Diákolimpia hivatalos honlapja
- A diákolimpia országonkénti és egyéni eredményei a hivatalos honlapon.